# NGC 2495
NGC 2495 é uma galáxia espiral (Sd) localizada na direcção da constelação de Lynx. Possui uma declinação de +39° 50' 26" e uma ascensão recta de 8 horas, 00 minutos e 33,2 segundos.
A galáxia NGC 2495 foi descoberta em 14 de Fevereiro de 1855 por William Parsons.